# L-Innu Malti
L-Innu Malti ist die Nationalhymne Maltas. Die Melodie wurde 1921 von Robert Samut (1870–1934) komponiert, der Text stammt von Dun Karm Psaila (1871–1961), er dichtete ihn als Schulhymne. Am 3. Februar 1923 wurde sie erstmals öffentlich aufgeführt. Seit der Unabhängigkeit Maltas am 21. September 1964 ist sie offizielle Nationalhymne, zuvor war sie jedoch bereits seit 1941 inoffizielle Hymne.

## Originaltext
Lil din l-Art Ħelwa, l-Omm li tatna isimha,

Ħares, Mulej, kif dejjem int ħarist:

Ftakar li lilha bl-oħla dawl libbist.

Agħti, kbir Alla, id-dehen lil min jaħkimha.

Rodd il-ħniena lis-sid, saħħa 'l-ħaddiem:

Seddaq il-għaqda fil-Maltin u s-sliem.

## Englisch
Guard her, O Lord! As ever Thou hast guarded!

This Motherland so dear whose name we bear!

Keep her in mind, whom Thou hast made so fair!

May he who rules, for wisdom be regarded!

In master mercy, strength in man increase!

Confirm us all, in unity and peace!

## Übersetzung
Poetische Übertragung der englischen Version, die den maltesischen Text nur annähernd wiedergibt und nicht Vers für Vers übersetzt:
Schütze es, O Herr, wie Du es immer beschützt hast,

dieses Mutterland, dieses gute, dessen Namen wir tragen!

Behalte es in Erinnerung, das Du

so schön erschaffen hast!

Möge er, der regiert, für seine

Weisheit geachtet werden.

Unter der Gnade des Herrn die Stärke im Menschen wachsen.

Stärke uns alle in Einheit und Frieden!